# Picado fino
Picado fino es una película de Argentina filmada en blanco y negro dirigida por Esteban Sapir sobre su propio guion que fue producida entre y se estrenó el 23 de abril de 1998. Tuvo como actores principales a Facundo Luengo, Belén Blanco, Marcela Guerty y Miguel Ángel Solá.

## Producción
Fue filmada entre 1993 y 1995 con un escaso presupuesto propio, de modo casi amateur, sin ningún crédito oficial en 16 mm y posteriormente, crédito oficial mediante, se llevó a 35 mm. Tuvo una primera exhibición pública a mediados de 1996 en la sala Lugones del Teatro General San Martín y a partir de ahí  fue invitada a festivales internacionales dedicados al cine alternativo. Su estreno en 1998 en Argentina fue simultáneo con el realizado en París.
Toda la película se filmó plano a plano siguiendo estrictamente el story board, tomando como referencia los dibujos que hizo Sapir sobre papel. Se filmó en la casa de la abuela del realizador, en Villa Lynch, donde convivieron durante las ocho semanas que duró el rodaje. La compaginación se hizo de forma artesanal, con el cortador de negativos trabajando a ciegas con dos videocaseteras, fotograma a fotograma, durante siete meses. El sonido –muy importante en este filme- fue trabajado en forma obsesiva por Sapir  junto a Gaby Kerpel, brazo musical del grupo De La Guarda.

## Sinopsis
Los conflictos de un joven, su novia embarazada y su amante.

## Reparto
- Facundo Luengo …Tomás Caminos
- Belén Blanco …Ana
- Marcela Guerty …Alma
- Miguel Ángel Solá …Profesor de violín
- Juan Leyrado …Selector de personal
- Ana María Giunta …Selectora de personal
- Ricardo Merkin …Traficante
- Sandro Nunziatta …Padre
- Nora Zinski …Madre
- Laura Martí …Hermana
- Fanny Robman …Abuela
- Hernán Pérez …Novio
- Alicia Mariola …Maestra
- Alejandro Sisco …Policía
- Miguel Kukoski …Diariero
- Eulalio Segovia …Mozo

## Premios y nominaciones
Asociación de Cronistas Cinematográficos de la Argentina, Premios 1999
- Película nominada al Cóndor de Plata a la mejor ópera prima.
- Marcelo Dujo y Miguel Martín nominados al Premio al Mejor Montaje.

Festival de Cine de La Habana]], 1996
- Esteban Sapir obtuvo una Mención Especial del jurado de FIPRESCI

Festival Internacional de Cine Juvenil de Ucrania (Molodist International Film Festival) 1997
- Película nominada a los Premios al Mejor Filme y al Mejor Filme de Ficción.

## Comentarios
Horacio Bernardez en  Página 12 escribió:

« Picado fino está escrita con una ortografía que los manuales desaconsejan: cabezas cortadas, abolición de la perspectiva, saltos de continuidad….rompe con las pautas el género, se sale del canon…más allá de algún caso aislado …no reconoce, en el orden local, el más mínimo antecedente…. el cine mudo, las vanguardias de principios de siglo, Eisenstein y Godard parecen ser algunos de sus libros sapienciales.…Si hay una originalidad…, es la de mostrar ambientes de barrio y personajes como arrancados a un sainete, a través de un lenguaje ultramoderno. …La película es una sucesión de planos cortos, fragmentarios, en el más contrastado blanco y negro y con encuadres siempre parciales: el pedazo de un rostro, un plano detalle sobre un frasco de yogur, el titular de un diario que aparece cortado. Del choque de una imagen contra otra puede surgir una tercera imagen. Lo que Eisenstein bautizó “montaje de atracciones” y Sapir prefiere llamar “coagulación” de una imagen en otra. …Una curiosidad: todo el sonido de Picado fino está sampleado. Hasta los diálogos. Esa voluntad de artificio que osa decir su nombre es, seguramente, la mayor transgresión de Picado fino con respecto a un desgastado canon llamado cine argentino..»

Manrupe y Portela escriben:

«Experimental y morosa, elabora con pequeños recursos y una idea breve, un mensaje poderoso y diferente. Con sus ejercicios formales el resultado es una obra poética muy poco frecuente para la época, nutrida de distintas vanguardias.» 